# Jardin de la Grande Côte
Le jardin de la Grande Côte est un parc lyonnais d'une surface de 6 179 m², situé dans le quartier des pentes de la Croix-Rousse dans le 1e arrondissement de Lyon. 
À partir des années 1970, les bâtiments encadrant la montée de la Grande-Côte, dans la section correspondant à l'actuel jardin, sont détruits. L'aménagement du jardin débute à la fin des années. Il a été achevé en 2001. Le parc est marqué par sa déclivité et la présence de muriers, symbole de l'ancienne activité de la soierie de Lyon et du quartier.